# 渋谷望
渋谷望（しぶや のぞむ、1966年 - ）は、日本の社会学者。日本女子大学人間社会学部教授。

## 来歴
早稲田大学政治経済学部卒業後、早稲田大学大学院文学研究科修了。早稲田大学人間総合研究センター助手、千葉大学文学部助教授、同准教授を経て、日本女子大学人間社会学部教授。

## 著作

### 単著
- 『魂の労働:ネオリベラリズムの権力論』青土社、2003年。ISBN 9784791760688。
- 『ミドルクラスを問い直す　格差社会の盲点』日本放送出版協会〈生活人新書〉、2010年。ISBN 9784140883266。

### 共著
- 西澤晃彦、渋谷望『社会学をつかむ』有斐閣、2008年。ISBN 9784641177055。
- 『労働と思想』市野川容孝、渋谷望 編著、堀の内出版、2015年。ISBN 9784906708567。
- 『エイジングと公共性』渋谷望、空閑厚樹 編著、コロナ社、2002年。ISBN 4339078360。

### 単行書の中の論文
- 「排除空間の生政治 : 親密圏の危機の政治化のために」『親密圏のポリティクス』齋藤純一 編、ナカニシヤ出版、2003年。ISBN 4888487251。
- 「危機の時代の社会批判」『クリティークとしての社会学 : 現代を批判的に見る眼』西原和久、宇都宮京子 編、東信堂、2004年。ISBN 9784887135765。
- 「壊乱的社会費用—尊厳、あるいは原発Ya Basta!」『歴史としての3・11』河出書房新社編集部 編、河出書房新社、2012年。ISBN 9784309245829。
- 「生きられたアナーキズムの系譜 : 「半」の空間とコモンズ」『つながる/つながらないの社会学 : 個人化する時代のコミュニティのかたち』長田攻一、田所承己 編、弘文堂、2014年。ISBN 9784335551635。